# Boris Guelfand
Pour les articles homonymes, voir Gelfand.
Boris Abramovitch Guelfand (transcription répandue en français,,, aussi orthographié Gelfand dans d'autres langues), né le 24 juin 1968 à Minsk en Biélorussie (URSS), est un joueur d’échecs grand maître international d’échecs depuis 1989. Guelfand vit aujourd’hui en Israël où il émigra en 1998 et possède la nationalité israélienne.
Au 1er novembre 2013, après sa victoire au Grand prix FIDE de Paris (septembre-octobre 2013), il est le septième joueur mondial, et le 1er Israélien, avec un classement Elo de 2 777 points qui constitue son record.
Vainqueur de la Coupe du monde d'échecs 2009, Guelfand a remporté le tournoi des candidats de 2011 et disputé la finale du Championnat du monde d'échecs 2012 contre Viswanathan Anand.

## Carrière

### Champion d'Europe junior et grand maître international

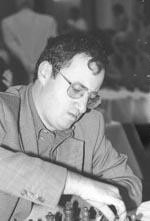
Boris Guelfand

En 1985, Guelfand remportait le championnat d'URSS junior.
En 1987 et 1988, il remporte le championnat d'Europe d'échecs junior. En 1988, il finit deuxième du championnat du monde d'échecs junior, à égalité de points avec le vainqueur, Joël Lautier. L’année suivante, en 1989, il termine deuxième-cinquième du championnat d'URSS (victoire de Vaganian) et il remporte le tournoi de Palma de Majorque, qualificatif pour la coupe du monde GMA devant 139 grands maîtres et  il obtient le titre de grand maître international (GMI). L'année suivante, il est sélectionné au deuxième échiquier de l'équipe d'URSS qui remporte l'olympiade d'échecs de 1990 à Novi Sad (sans Karpov ni Kasparov).

### Vainqueur de l'interzonal de Manille et quart-de-finaliste du tournoi des candidats (1990-1991)
En 1990, Guelfand gagne le tournoi interzonal de Manille avec Vassili Ivantchouk et se qualifie ainsi pour le tournoi des candidats. En 1991, il perd en quarts de finale du tournoi des candidats contre le futur vainqueur, l’Anglais Nigel Short sur le score de 3-5 (+2 -4 =2). C'est à cette époque qu'il obtient son meilleur classement sur la liste de la FIDE, en juin 1991, où il est no 3 mondial.

### Vainqueur de l'interzonal de Bienne et finaliste des candidats (1993-1994)
En 1993, Guelfand gagne l’Interzonal à Bienne et se qualifie à nouveau pour le tournoi des candidats. Il bat Michael Adams en quarts de finale 5-3 (+3 -1 =4) à Wijk aan Zee en 1994, puis le futur champion du monde Vladimir Kramnik en demi-finales 4,5-3,5 (+2-1=5). C’est Anatoli Karpov qui arrête Guelfand en finale sur le score de 6-3 (+1 -4 =4).

### Quart-de-finaliste des championnats du monde FIDE (1997 à 2005)
À partir de 1997, la Fédération internationale des échecs (FIDE) adopte une nouvelle formule de championnat du monde avec 100 ou 128 joueurs et un système « coupe » à élimination directe.  À Groningue, chaque tour est un mini-match de deux parties, les demi-finales en quatre parties et la finale en six parties. En 1997, Guelfand perd en demi-finale contre Viswanathan Anand (gagnant du tournoi). En 1999, il perd à nouveau contre le futur gagnant du tournoi Alexander Khalifman en huitième de finale. En 2000, il perd contre le finaliste Alexeï Chirov en huitième de finale, et en 2001, contre Peter Svidler en quart de finale.
En 2004, il n’est pas invité : le tournoi ayant lieu en Libye, les joueurs israéliens ne sont pas autorisés à entrer dans le pays.
En 2005, Boris Guelfand ne fut pas retenu parmi les huit joueurs qui participaient au Championnat du monde de San Luis au  Mexique.
| Année | Lieu      | Résultat           | Ultimes adversaires | Adversaires battus                                                          |
| ----- | --------- | ------------------ | ------------------- | --------------------------------------------------------------------------- |
| 1997  | Groningue | demi-finale        | Viswanathan Anand   | Joël Lautier, Vladislav Tkachiev Alekseï Dreïev                             |
| 1999  | Las Vegas | huitième de finale | Aleksandr Khalifman | Jonathan Speelman, Joël Lautier                                             |
| 2000  | New Delhi | huitième de finale | Alexeï Chirov       | Emir Dizdarević, Jeroen Piket                                               |
| 2001  | Moscou    | quart de finale    | Peter Svidler       | Alexis Cabrera, Leinier Domínguez, Aleksander Delchev Zurab Azmaiparashvili |

### Deuxième du championnat du monde 2007

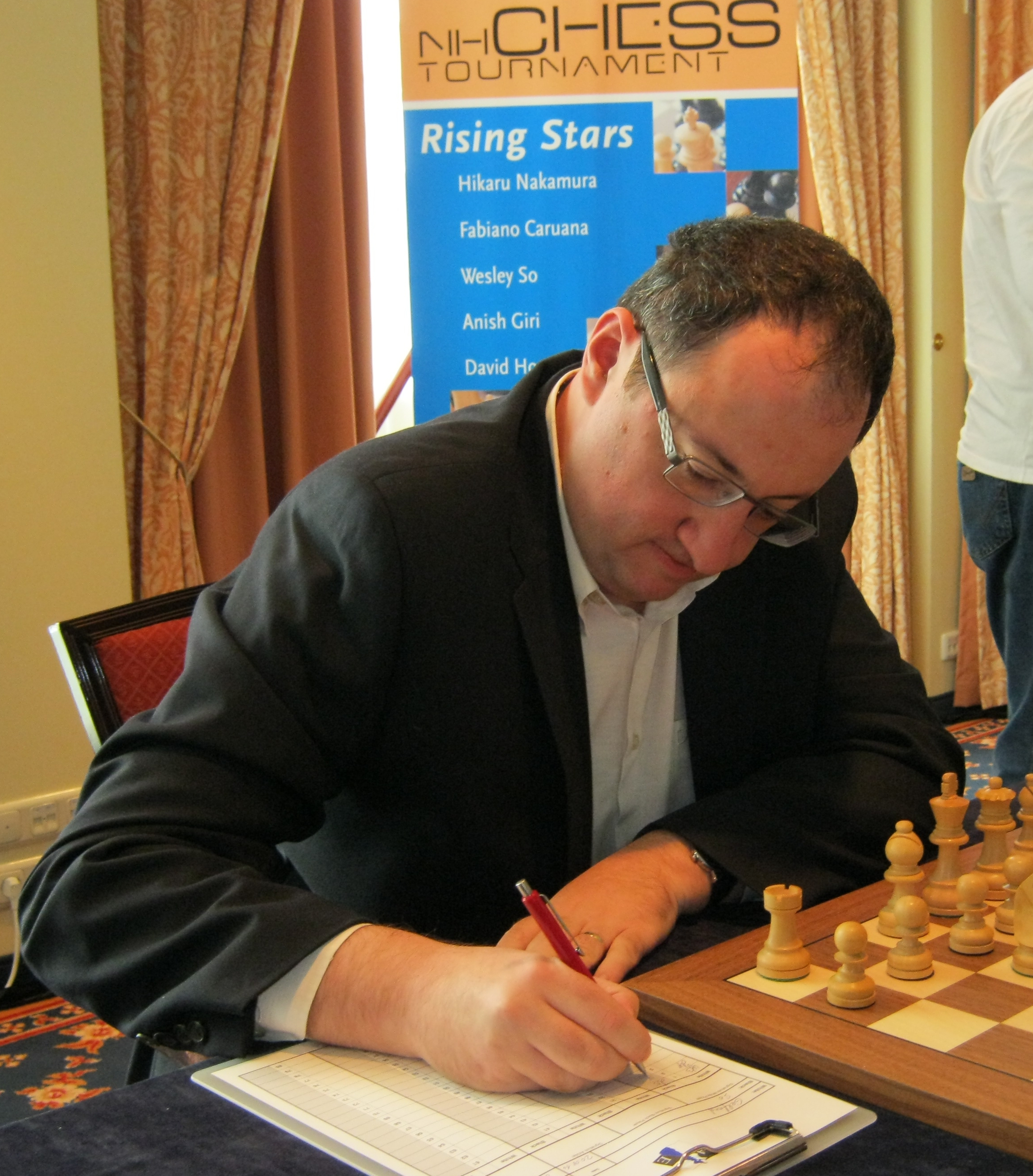
Guelfand en 2010

En 2005, Guelfand finit sixième de la Coupe du monde d'échecs 2005 et se qualifia pour le tournoi des candidats de Elista 2007. Deux ans après, il se qualifia en juin 2007 pour le championnat du monde en battant au premier tour Rustam Qosimjonov puis au second tour Gata Kamsky. Boris Guelfand finit à la 2e-3e place de ce championnat qui se tenait à Mexico en marquant 8 points sur 14 (+3 -1 =10) derrière Viswanathan Anand et ex æquo avec Vladimir Kramnik, le champion du monde sortant.

### Vainqueur de la coupe du monde 2009
En 2009, lors de la coupe du monde disputée à Khanty-Mansiïsk, Guelfand battit successivement Andreï Obodtchouk (M.I.), Farroukh Amonatov, Judit Polgár, Maxime Vachier-Lagrave, Dmitri Iakovenko, Sergueï Kariakine et remporta la finale face à Ruslan Ponomariov.
| Année | Lieu                             | Résultat                            | Ultimes adversaires                                         | Adversaires battus |
| ----- | -------------------------------- | ----------------------------------- | ----------------------------------------------------------- | --- |
| 2000  | Shenyang (coupe du monde)        | demi-finale                         | Viswanathan Anand                                           | Ye Jiangchuan |
| 2005  | Khanty-Mansiïsk (coupe du monde) | quart de finalecinquième place      | Aleksandr GrichtchoukIevgueni Bareïev (match de classement) | Watu Kobese Rubén Felgaer, Levan Pantsulaia Alekseï Dreïev, Mikhaïl Gourevitch (match de classement)                              |
| 2009  | Khanty-Mansiïsk (coupe du monde) | Vainqueur                           | Ruslan Ponomariov                                           | Andreï Obodtchouk, Farroukh Amonatov, Judit Polgár, Maxime Vachier-Lagrave, Dmitri Iakovenko, Sergueï Kariakine Ruslan Ponomariov |
| 2013  | Tromsø                           | quatrième tour (huitième de finale) | Maxime Vachier-Lagrave                                      | Ziaur Rahman, Anton Filippov Aleksandr Moiseenko                                                                                  |
| 2015  | Bakou                            | premier tour                        | Cristóbal Henríquez Villagra                                | |
| 2017  | Tbilissi                         | deuxième tour                       | Wang Hao                                                    | Kiril Stoupak |
| 2019  | Khanty-Mansiïsk                  | deuxième tour                       | Maksim Matlakov                                             | Lu Shanglei |
| 2021  | Sotchi                           | troisième tour                      | Vladislav Artemiev                                          | Arik Braun |
| 2023  | Bakou                            | deuxième tour                       | Ferenc Berkes                                               | (exempt au premier tour) |

Guelfand choisit de ne par participer à la Coupe du monde en 2007 et 2011.

### Finaliste du championnat du monde 2012
Grâce à sa victoire à la Coupe du monde 2009, Guelfand se qualifiait ainsi pour le tournoi des candidats, vingt ans après sa première qualification.
Lors du tournoi des Candidats de Kazan, en mai 2011, il remporte l'épreuve en éliminant successivement Shakhriyar Mamedyarov (2.5–1.5), Gata Kamsky (2–2, 2–2, 2–0) et Aleksandr Grichtchouk (3,5–2,5). Cette victoire faisait de lui le challenger du champion du monde Viswanathan Anand, qu'il rencontre, titre mondial en jeu, en mai 2012.
Il créa la sensation lors de la septième ronde lorsqu'après six parties nulles il l'emporta sur Anand, le forçant à réagir rapidement. Anand se reprit très vite et l'emporta le lendemain en 17 coups sur une bourde de l'Israélien. Il suivit à nouveau quatre nulles et les deux joueurs disputèrent quatre parties rapides de départage. Guelfand perdit finalement 2.5-1.5 le match de départage rapide.

### Cinquième du tournoi des candidats 2013
En mars 2013, Guelfand finit cinquième du tournoi des candidats de Londres, avec 6,5 points sur 14 (une victoire sur Radjabov, une victoire et une défaite contre Aronian, deux défaites face à Carlsen et neuf nulles).
Lors de la Coupe du monde d'échecs 2015, il fut éliminé au premier tour par Cristóbal Henríquez Villagra après départages rapides.
Lors de la Coupe du monde d'échecs 2017, Guelfand fut éliminé au deuxième tour par Wang Hao.

### Victoires en tournoi

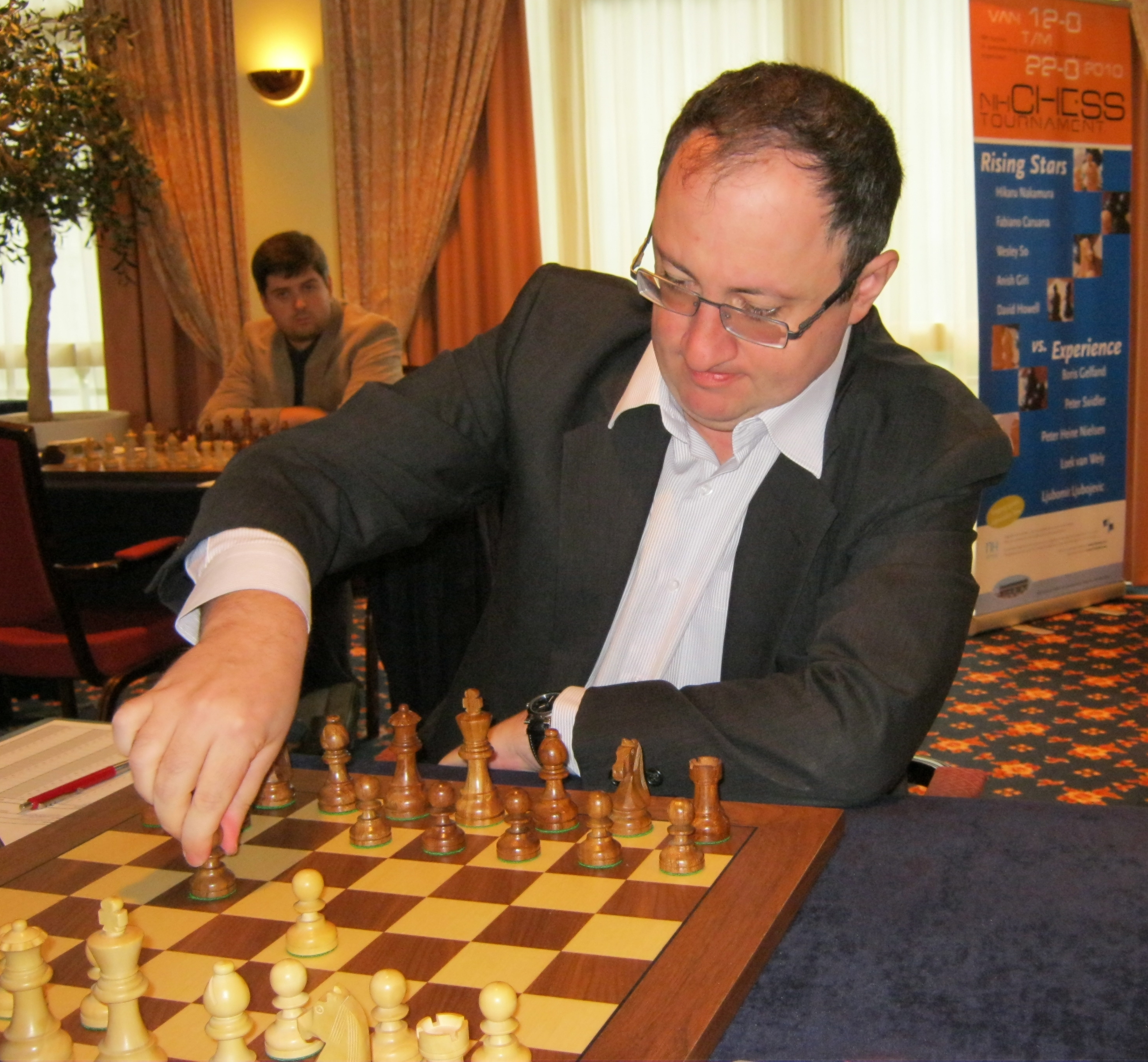
Boris Guelfand jouant la défense sicilienne à Amsterdam en août 2010 au match-tournoi Rising stars vs Experience.

Ses principales victoires en tournoi sont :

#### Années 1980
- Klaipėda 1988, ex æquo avec Dolmatov ;
- Vilnius 1988, ex æquo avec Goldin ;
- Amsterdam 1988 (tournoi OHRA B)
- Sidney 1988 (open)
- Debrecen (mémorial Barcza) 1989, ;
- Palma de Majorque (open) 1989 ;

#### Années 1990
- Manille 1990 (interzonal),
- Belgrade 1991 ;
- tournoi de Wijk aan Zee 1992, ex æquo avec Valeri Salov ;
- Moscou 1992 (mémorial Alekhine), ex æquo avec Viswanathan Anand ;
- Bienne 1993 (interzonal) ;
- Chalcidique 1993 (devant Adams, Chirov et Kotronias) ;
- tournoi de Dos Hermanas 1994 (devant Karpov et Topalov) ;
- Belgrade 1995, ex æquo avec Kramnik ;
- Vienne 1996, ex æquo avec Topalov et Karpov, devant Leko, Polgar, Kramnik, Chirov, Youssoupov, Ehlvest et Kortchnoï ;
- tournoi de Tilbourg 1996, ex æquo avec Jeroen Piket, devant Karpov et Leko ;
- Polanica-Zdrój (mémorial Rubinstein) en 1998 et 2000 ;
- Malmö 1999 (tournoi d'échecs Sigeman & Co);

#### Années 2000
- Cannes 2002 (tournoi de maîtres du NAO), ex æquo avec Topalov, devant Karpov ;
- Ashdod 2004 ;
- tournoi de Pampelune 2004 ;
- les Bermudes 2005 ;
- Bienne en 2005 ;
- Khanty-Mansiïsk 2009 (coupe du monde d'échecs) ;

#### Années 2010

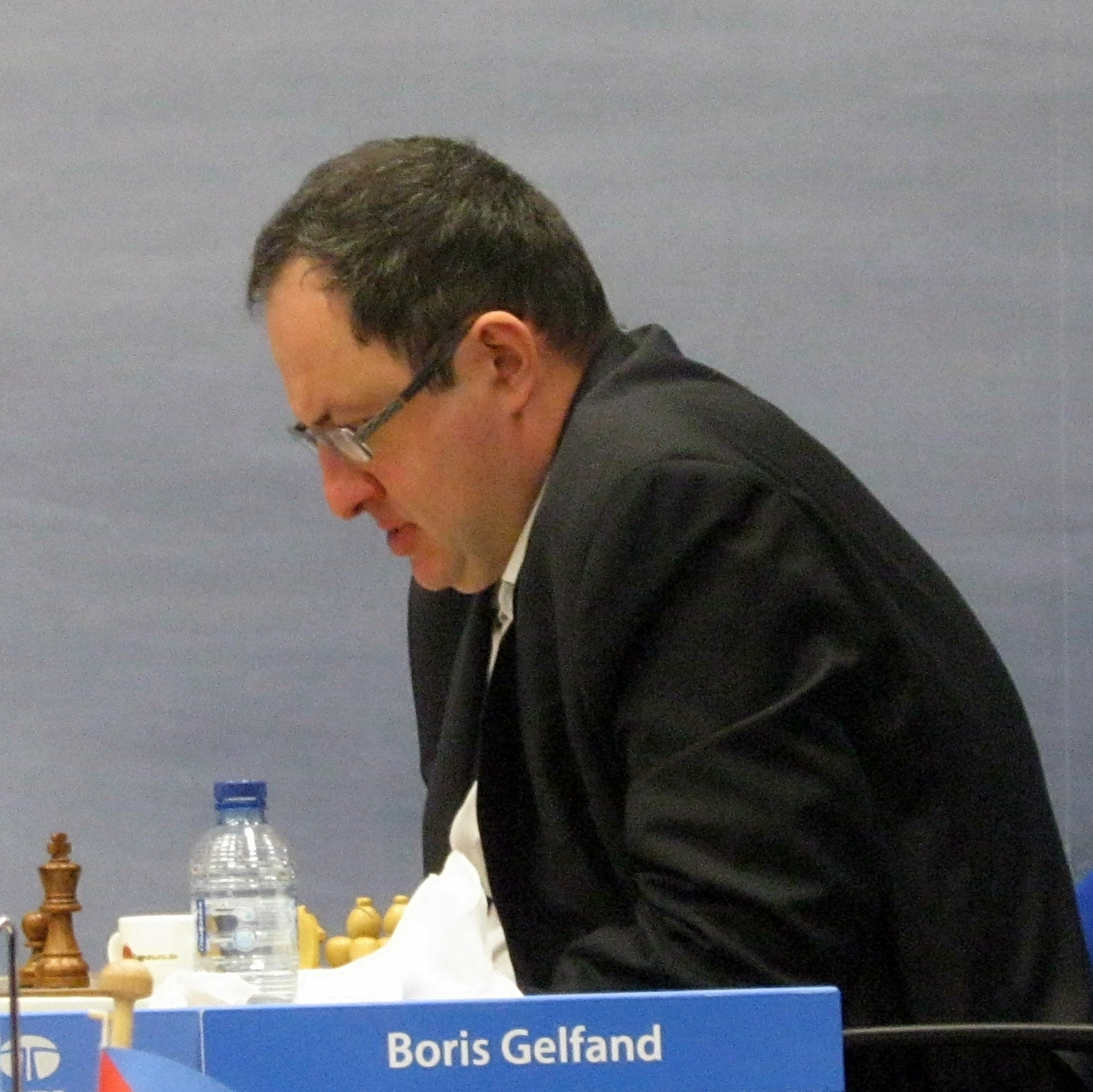
Boris Guelfand au tournoi de Wijk aan Zee en janvier 2012

- Kazan 2011 (tournoi des candidats) ;
- Londres 2012 (Grand Prix FIDE 2012-2013) ;
- Paris, printemps 2013 (mémorial Alekhine), ex æquo avec Levon Aronian, Guelfand finit deuxième au départage ;
- Moscou (mémorial Tal) en 2013, tournoi de catégorie 22 remporté devant Magnus Carlsen ;
- Paris, septembre-octobre 2013 (Grand Prix FIDE 2012-2013), ex æquo avec Fabiano Caruana ;
- Bakou 2014 (Grand Prix FIDE 2014-2015), ex æquo avec Fabiano Caruana ;
- Moscou 2016 (open Aeroflot), ex æquo avec Ievgueni Naïer, Guelfand finit deuxième au départage
- Netanya 2019, ex æquo avec Leinier Dominguez.

### Autres tournois
Outre ces victoires, Guelfand a terminé deuxième du tournoi de Linares en 1990 (derrière Kasparov), deuxième du tournoi d'échecs de Dortmund en 1990 (victoire de Tchernine), deuxième du tournoi de Reggio Emilia 1991-1992 (ex æquo avec Kasparov), deuxième à Munich 1993 (victoire de Chirov), troisième à Tilbourg en 1990,  troisième à Dortmund en 1996 (victoire de Anand et Kramnik) ainsi qu'en 2006 (victoire de Kramnik et Svidler) et troisième à Astana 2001 (victoire de Kasparov devant Kramnik).
Guelfand a gagné au Cap d’Agde en 2002 le grand prix d'échecs (en parties rapides). En 2001 et 2002, il a remporté les tournois Amber rapides à Monaco.
En 2013, il termine deuxième au départage du Mémorial Alekhine avec la marque de 5,5/9 sans perdre aucune partie (+2, =7, -0) à égalité de points avec le vainqueur Levon Aronian (le départage se faisant au nombre de parties gagnées), et devant Viswanathan Anand (5/9), réalisant une performance à 2 826.
En décembre 2013, Guelfand termina deuxième du tournoi rapide de Londres (le Super 16 Rapid), battu en finale par Hikaru Nakamura.
En 2018, il finit deuxième ex æquo du tournoi d'échecs de Poïkovski et quatrième ex æquo du Championnat du monde de blitz 2018.

## Compétitions par équipes

### Olympiades
Aux Olympiades d’échecs, Guelfand présente la particularité d'avoir participé à cette compétition sous trois drapeaux différents : il joua pour l’URSS en 1990, puis pour la Biélorussie en 1994 et 1996 et pour Israël à partir de 2000. 

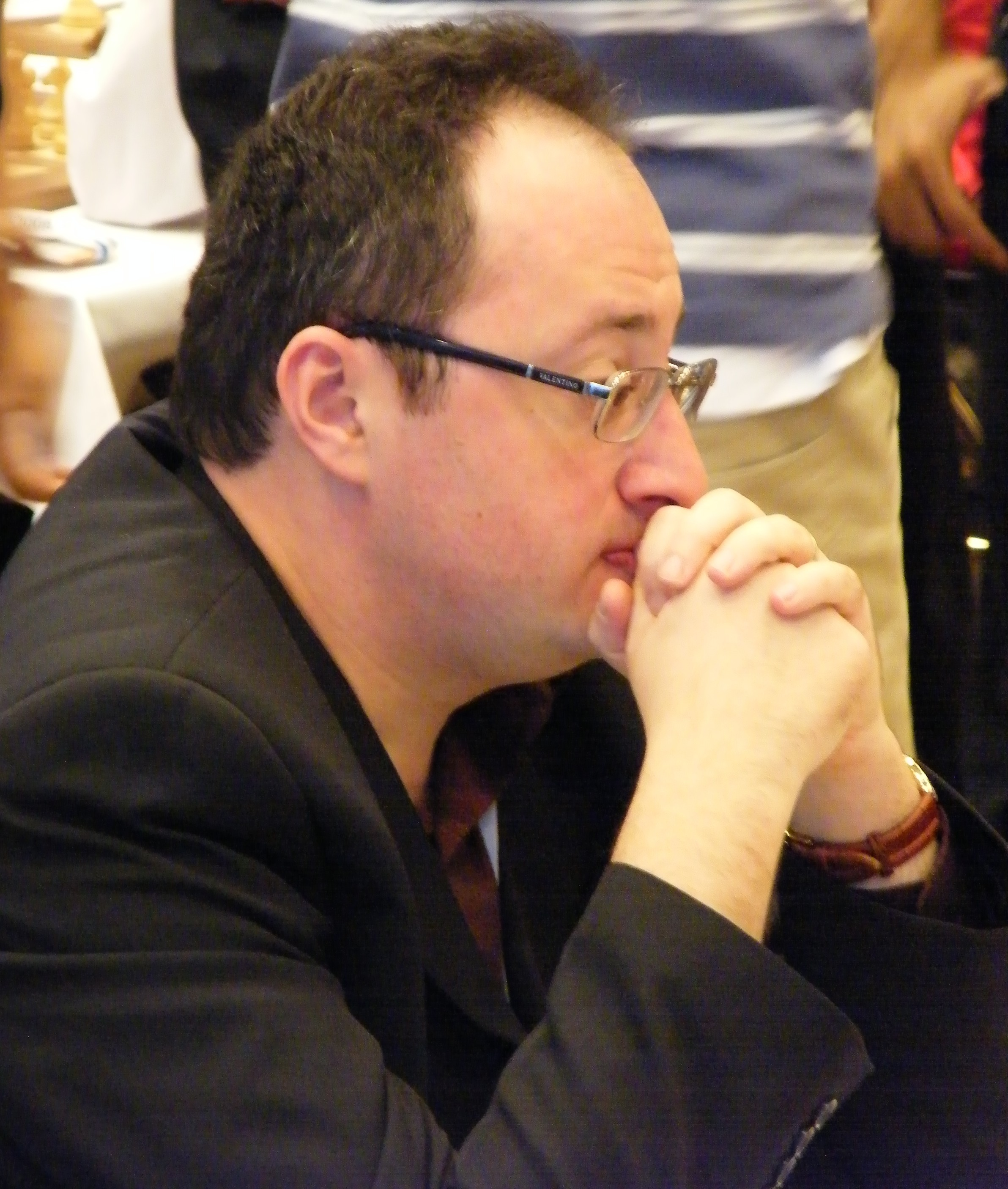
Guelfand à l'olympiade de Dresde en 2008.

Au deuxième échiquier de l'Union soviétique :
- 1990 - Novi Sad, 2e échiquier de l'URSS (+3 -0 =6) ;  
  - médaille d'or par équipes (en l'absence de Karpov et Kasparov)

Au premier échiquier de la Biélorussie :
- 1994 - Moscou (+3 -2 =6) ; 12e place par équipes
- 1996 - Erevan (+2 -0 =8) ; 33e place par équipes

Au premier échiquier de l'équipe d'Israël :
- 2000 - Istanbul (+3 -0 =8) ; 5e place par équipes
- 2002 - Bled (+2 -0 =6) ; 9e place par équipes
- 2004 - Calvià (+2 -1 =8) ; 5e place par équipes
- 2006 - Turin (+2 -1 =6) ; 4e place par équipes
- 2008 - Dresde (+5 =5) : 
  - 2e place par équipes (médaille d'argent) ;
  - médaille d'argent individuelle au premier échiquier,  et
  - médaille de bronze pour la troisième meilleure performance Elo.
- 2010 - Khanty-Mansiïsk (+1 −1 =7) ; 3e place par équipes
- 2012 - Istanbul (+1 =7) ; 15e place par équipes

### Championnat du monde par équipes
Dans cette épreuve, Guelfand a joué deux fois  au premier échiquier de l'équipe d'Israël :
- 2005 (Beer Sheva) : 6e place par équipes
- 2010 (Bursa) : 7e place par équipes

### Championnat d'Europe par équipes
Dans le cadre de cette épreuve, Guelfand a joué pour deux pays :
- 1989 - Haïfa, 5e échiquier de l'URSS (+3 -1 =2) ; médaille d'or par équipes

À partir de 1999, il joue au premier échiquier de l'équipe d'Israël :
- 1999 - Batoumi (+0 -2 =5) ; 7e place par équipes
- 2001 - León (+2 =6) ; 6e place par équipes
- 2003 - Plovdiv (+2 =7) ;  médaille d'argent par équipes
- 2005 - Göteborg (+1 =7) ; médaille d'argent par équipes

## Une partie
Boris Guelfand - Viswanathan Anand, Interzonal FIDE de Bienne 1993
1. d4 d5 2. c4 c6 3. Cc3 Cf6 4. e3 e6 5. Cf3 Cbd7 6. Fd3 dxc4 7. Fxc4 b5 8. Fd3 Fb7 9. a3 b4 10. Ce4 Cxe4 11. Fxe4 Dc7 12. axb4 Fxb4+ 13. Fd2 Fxd2+ 14. Cxd2 c5 15. Dc2 Db6 16. dxc5 Dxc5 17. Da4 Tb8 18. 0-0 0-0 19. Dxd7 Tfd8 20. Fxh7+! Rxh7? (20...Rf8 21. Da4 Fxg2!) 21. Dxf7 Txd2 22. Ta4 Dg5 23. g3! e5 24. Th4+ Dxh4 25. gxh4 Td6 26. h5 Fe4 27. De7 Tbb6 28. Dxe5 Te6 29. Df4  1-0.

## Publication
Guelfand a publié en 2005 un recueil de parties commentées :
(en) My Most Memorable Games, éd. Olms, 2005,  (ISBN 3-283-00453-6).